# Hiệp hội thương mại và công nghiệp vô tuyến
Hiệp hội thương mại và công nghiệp vô tuyến, thường còn biết đến với tên ARIB (ARIB thường được phát âm là "araib"), là một tổ chức tiêu chuẩn hóa tại Nhật Bản. ARIB được chỉ định như là trung tâm phát huy hiệu quả sử dụng phổ tần số và được chỉ định là cơ quan hỗ trợ thay đổi.
ARIB là một tổ chức tiêu chuẩn tham gia sáng kiến Phối hợp các tiêu chuẩn toàn cầu. ARIB cũng là đối tác của 3GPP.